# Clémence Badère
Pour les articles homonymes, voir Delaunay.
Clémence Badère, née Clarisse Delaunay le 30 novembre 1813 à Vendôme et morte le 24 mai 1893  dans le 10e arrondissement de Paris, est une femme de lettres française.

## Biographie
Claris est la fille de Thomas Delaunay (1778-1862), chapelier et de Thérèse Françoise Noé (1778-1836).
Le 5 mars 1832, elle épouse Claude Badère (1804-1883), commis greffier, à Vendôme. 
Un fils nait de l'union, Almire Badère (1833-1920)
En 1836, elle perd sa mère.
En 1853, elle part pour Paris, cherchant à faire publier ses écrits sous le pseudonyme de H. Noé (le nom de sa mère) puis, par crainte d'une confusion avec Clarisse Bader, elle prend pour nom de plume Clémence Badère. 
En 1888, Clémence Badère publie chez Dentu ses mémoires.
Elle est morte à son domicile de la rue de Paradis en mai 1893, à l'âge de 79 ans.
En aout 1893, la municipalité de Vendôme vote l'érection d'un buste à l'effigie de Madame Clémence Badère, qui surmontra une fontaine sur une place de la ville.

## Œuvres
- Dans les bosquets;
- Hermance de Meyran, ou Une noble de nos jours;
- L'enlèvement de Céline;
- La Corbeille de mariage;
- Dans les bosquets, Dentu, 1862;
- Un enlèvement, étude de mœurs, Dentu, 1862;
- Marie Favrai, histoire d'une jeune fille pauvre, Dentu, 1873;
- Vierge et martyre, Dentu, 1874;
- Le Médecin empoisonneur;
- La Vengeance d'une jeune fille, Dentu, 1875;
- L'Épouse-amante (Épisode de la guerre de 1870-1871), Dentu, 1877;
- L'Enlèvement de Céline, Dentu, 1877;
- Une mariée de seize ans, Dentu, 1878;
- Mes Mémoires, Alcan-Lévy, 1886.